# Strauss’ Engagement Waltzes
Strauss’ Engagement Waltzes ist ein Walzer, der Johann Strauss Sohn zugeschrieben wird. Datum und Ort der Uraufführung sind nicht überliefert.

## Einzelnachweis
1. ↑  Quelle: Englische Version des Booklets (Seite 118) in der 52 CDs umfassenden Gesamtausgabe der Orchesterwerke von Johann Strauß (Sohn), Hrsg. Naxos (Label). Das Werk ist als fünfter Titel auf der 46. CD zu hören.